# Sambú (dystrykt)
Sambú – dystrykt comarki Emberá-Wounaan w Panamie. Powierzchnia wynosi 1 294,3 km², populacja 3 030 osób (dane szacunkowe na 2020 rok). Jego stolicą jest Puerto Indio.

## Podział administracyjny
Sambú jest podzielone na 2 corregimiento:
- Río Sábalo
- Jingurudó